# Liste der denkmalgeschützten Objekte in Grünbach am Schneeberg
Die Liste der denkmalgeschützten Objekte in Grünbach am Schneeberg enthält die denkmalgeschützten, unbeweglichen Objekte der Marktgemeinde Grünbach am Schneeberg im niederösterreichischen Bezirk Neunkirchen.

## Denkmäler
| Foto |                 | Denkmal                                                                   | Standort                                                      | Beschreibung | Metadaten |
| ---- | --------------- | ------------------------------------------------------------------------- | ------------------------------------------------------------- | --- | --- |
| ja   | Datei hochladen | Förderturm des ehem. Steinkohlebergwerks HERIS-ID: 79953 Objekt-ID: 93659 | Am Segen Gottes 10 Standort KG: Grünbach am Schneeberg        | Erbaut 1921/22 nach Plänen von Henry G. Jaeger, mehrgeschoßiger offener Turm unter Satteldach. | BDA-Hist.: Q38172376 Status: § 2a Stand der BDA-Liste: 2025-06-30 Name: Förderturm des ehem. Steinkohlebergwerks GstNr.: .67                                   |
| ja   | Datei hochladen | Kath. Pfarrkirche hl. Michael HERIS-ID: 49822 Objekt-ID: 54012            | neben Schneebergstraße 13 Standort KG: Grünbach am Schneeberg | Urkundlich 1544 erwähnt (davor bereits Pfarre), im Zuge der Türkenbelagerungen beschädigt (1532 schwer, 1683 leicht, 1726 Schäden behoben), bis 1783 Diözese Salzburg, 1783–1785 Diözese Wiener Neustadt, seit 1785 Diözese Wien, ursprünglicher Bau vermutlich aus der 1. Hälfte des 15. Jahrhunderts, 2. Hälfte des 16. Jahrhunderts eventuell Neubau des Chores und Wölbung von Chor und Langhaus, 1. Hälfte des 18. Jahrhunderts Errichtung eines Triumphbogens, 1864 Westempore. | BDA-Hist.: Q21286362 Status: § 2a Stand der BDA-Liste: 2025-06-30 Name: Kath. Pfarrkirche hl. Michael GstNr.: .1 Saint Michael Church (Grünbach am Schneeberg) |
| ja   | Datei hochladen | Friedhof HERIS-ID: 79952 Objekt-ID: 93658                                 | bei Schulgasse 2 Standort KG: Grünbach am Schneeberg          | Ummauerter Friedhof um die Kirche herum, Kriegerdenkmal um 1950/60, Urnenhaus aus dem Ende des 19. Jahrhunderts und Totenleuchte. | BDA-Hist.: Q38172366 Status: § 2a Stand der BDA-Liste: 2025-06-30 Name: Friedhof GstNr.: 232 Friedhof Grünbach am Schneeberg                                   |